# 샤오메이치
소미기(邵美琪, 샤오메이치, 영문명은 Maggie Shiu, 1965년 2월 27일 ~ )는 중화인민공화국 홍콩 특별행정구의 여성 영화배우, 텔레비전 연기자, 가수이다.

## 생애
홍콩에서 출생하였으며 지난날 한때 중화인민공화국 광둥성 쩡청에서 잠시 유아기를 보낸 적이 있는 그녀는 1985년 텔레비전 드라마에서 연기자 첫 데뷔하였고 1989년 영화 《화심삼검협(花心三劍俠)》으로 영화배우 데뷔하였으며 1991년에는 가수로도 데뷔한 바 있다.

## 출연작품

### 드라마
- 의천도룡기86
- 소십일랑
- 창세기2천지유정
- 금의야행ㅡ한중합작드라마